# 安娜·波諾馬連科
安娜·亚历山德罗芙娜·波諾馬連科（烏克蘭語：Анна Олександрівна Пономаренко，1994年6月26日—），舞者名Stefani，是一名烏克蘭女子霹靂舞運動員，曾在2023年歐洲運動會贏得銀牌，並在2023年歐洲霹靂舞錦標賽贏得銀牌。她代表烏克蘭隊參加了巴黎舉行的2024年夏季奧林匹克運動會。

## 外部連結
- WDSF profile
- Ponomarenko's Instagram profile